# Prismáticos

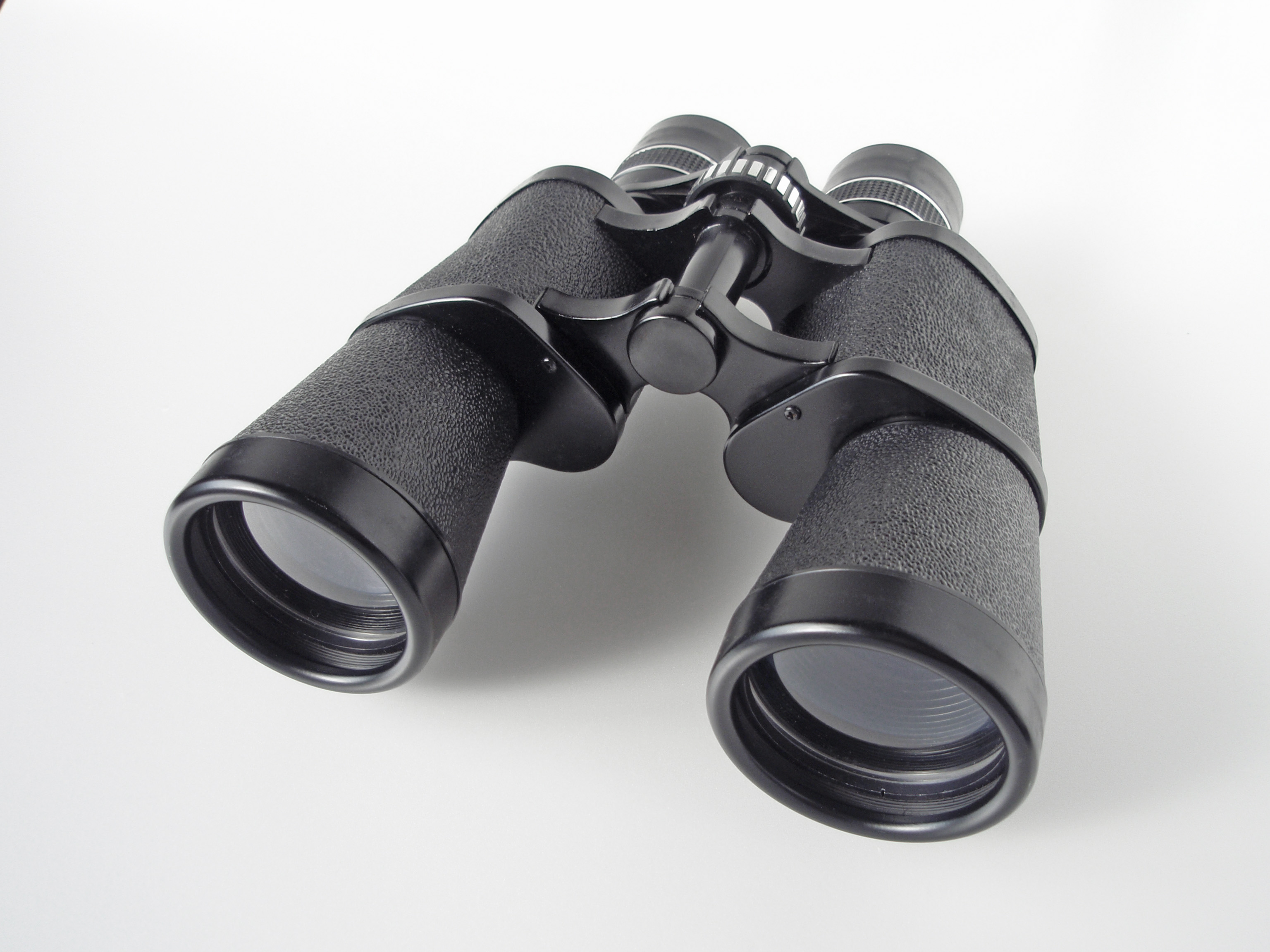
Diseño clásico de prismáticos binoculares

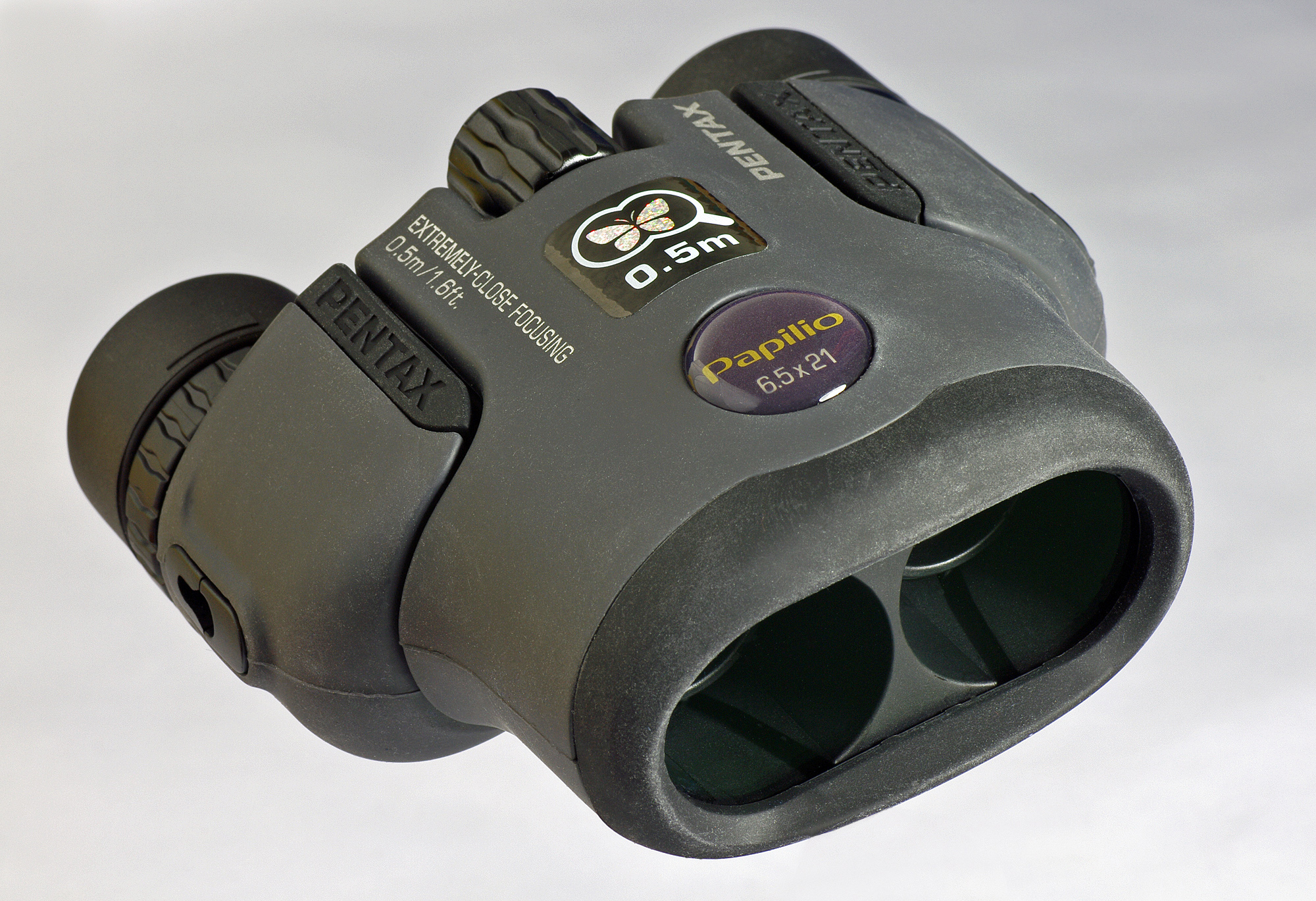
Diseño moderno de prismáticos compactos

Los prismáticos, son un instrumento óptico usado para ampliar la imagen de los objetos distantes, al igual que el monocular y el telescopio, resultando más cómodo apreciar la distancia entre objetos distantes y seguirlos en movimiento. 
Los binoculares poseen un par de tubos, y cada tubo contiene una serie de lentes y dos prismas, que amplían la imagen para cada ojo, produciendo la estereoscopía. El DLE también incluye los nombres hipónimos anteojos prismáticos y gemelos prismáticos,así como asimismo el nombre largavista.

## Funcionamiento
Este instrumento sirve para ver a lo lejos objetos que no se pueden ver bien a simple vista. La ampliación se logra cuando la luz atraviesa cada serie de lentes. Los prismas corrigen la imagen colocándola en la posición correcta, por medio del principio de reflexión interna total, a diferencia de los telescopios, que la muestran invertida. Tradicionalmente, la mayoría de los modelos usan un par de prismas porro. El ocular de cada cámara no está alineado con el objetivo, y el prisma refleja la luz en forma de S hacia el ocular.
Muchos modelos permiten ajustar la distancia entre los oculares para adaptarse a la cara del usuario. También poseen una rueda de enfoque que se gira para enfocar la imagen. Generalmente, el ocular derecho tiene un anillo de corrección dióptrica, que se gira para conseguir la dioptría diferente en el ocular izquierdo y mejorar aún más el enfoque de la imagen observada con ambos ojos.
Además, al ser pequeños telescopios refractores, con un sistema de prismas para acortar el tubo de soporte y evitar la visión invertida, tienen menor capacidad de aumento que un telescopio, pero tienen mayor campo de visión. Para impedir las vibraciones, conviene fijarlos a un trípode fotográfico.
Los binoculares utilizan una combinación de lentes y prismas para agrandar las imágenes. Las lentes encaminan la luz y permiten enfocar la imagen ampliada hacia los ojos del observador.
Los prismas permiten que las imágenes provengan desde ejes más separados los de los dos ojos, aumentando la sensación estereoscópica o de relieve de lo que se ve.
Cuando los lentes o prismas absorben toda la luz, los prismas lo transforman en la imagen la cual va a aumentarse para observar cosas la cual estén demasiado lejos y no se puedan distinguir con el ojo humano.
A todo esto se le llama la estereoscopia es la técnica la cual los prismáticos o binoculares utilizan para recoger información visual y transmitir una imagen 3D.

## Clasificación de prismáticos

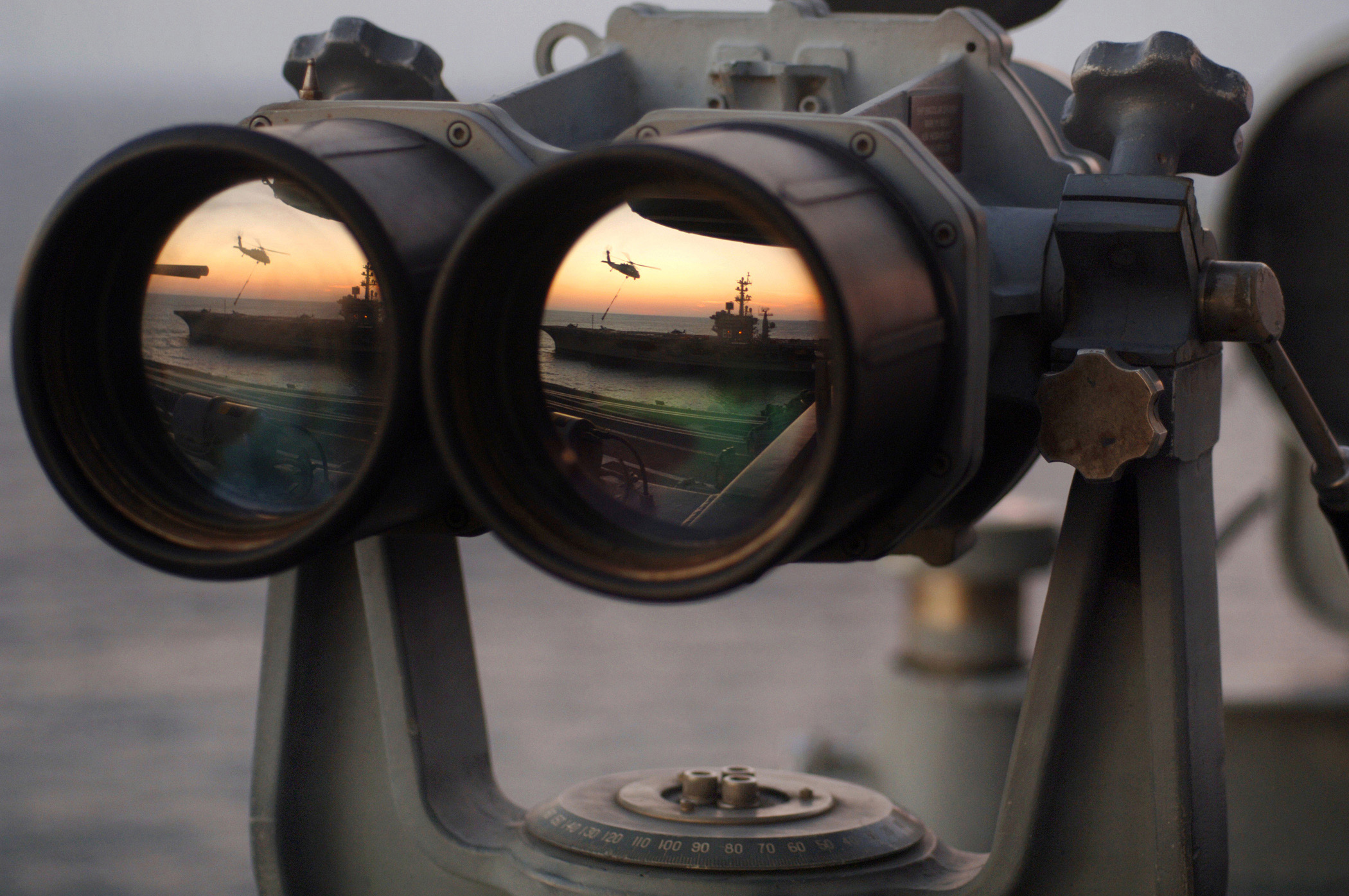
Binoculares de gran tamaño usados en la marina.

La clasificación se basa en el nivel de ampliación de imagen y el diámetro del objetivo, medido en mm; se indica con dos números separados por una X. Por ejemplo, un par de prismáticos de 12X50 (se nombran como ‘’doce por cincuenta‘’), tienen un nivel de ampliación de 12X (12 aumentos) y un par de objetivos de 50 mm de diámetro.
Los prismáticos de menor alcance son de 3X10 y se usan en los teatros o los circos. Los de 7X50 y 10X50 son para la observación amateur casera, y se usan para observaciones astronómicas sencillas. Los de 12X50 hasta 20X50 para la exploración. Todos los anteriores se sostienen con las manos, sin embargo, existen prismáticos tan grandes como 20X80, 20X140, que se sostienen en trípodes, debido a su peso. En los binoculares de magnificación variable como los 8-24X50 se aprovecha una configuración interna móvil para proporcionar un binocular que magnifica desde 8x hasta 24x utilizando el cuerpo de un solo binocular. Este tipo de binoculares son útiles si se requiere de un equipo de usos múltiples.
El nivel de ampliación práctico es hasta 10X. Los modelos sostenibles con las manos son de hasta 20X. Los modelos superiores a este nivel son tan sensibles al movimiento que cuando se sujetan con las manos, incluso firmemente, transmiten temblores a la imagen observada, provocados por los mínimos movimientos naturales del cuerpo. Por esa razón, los prismáticos más potentes suelen fijarse a trípodes que evitan la vibración. A su vez, existen modelos que poseen dispositivos estabilizadores de imagen.

## Usos

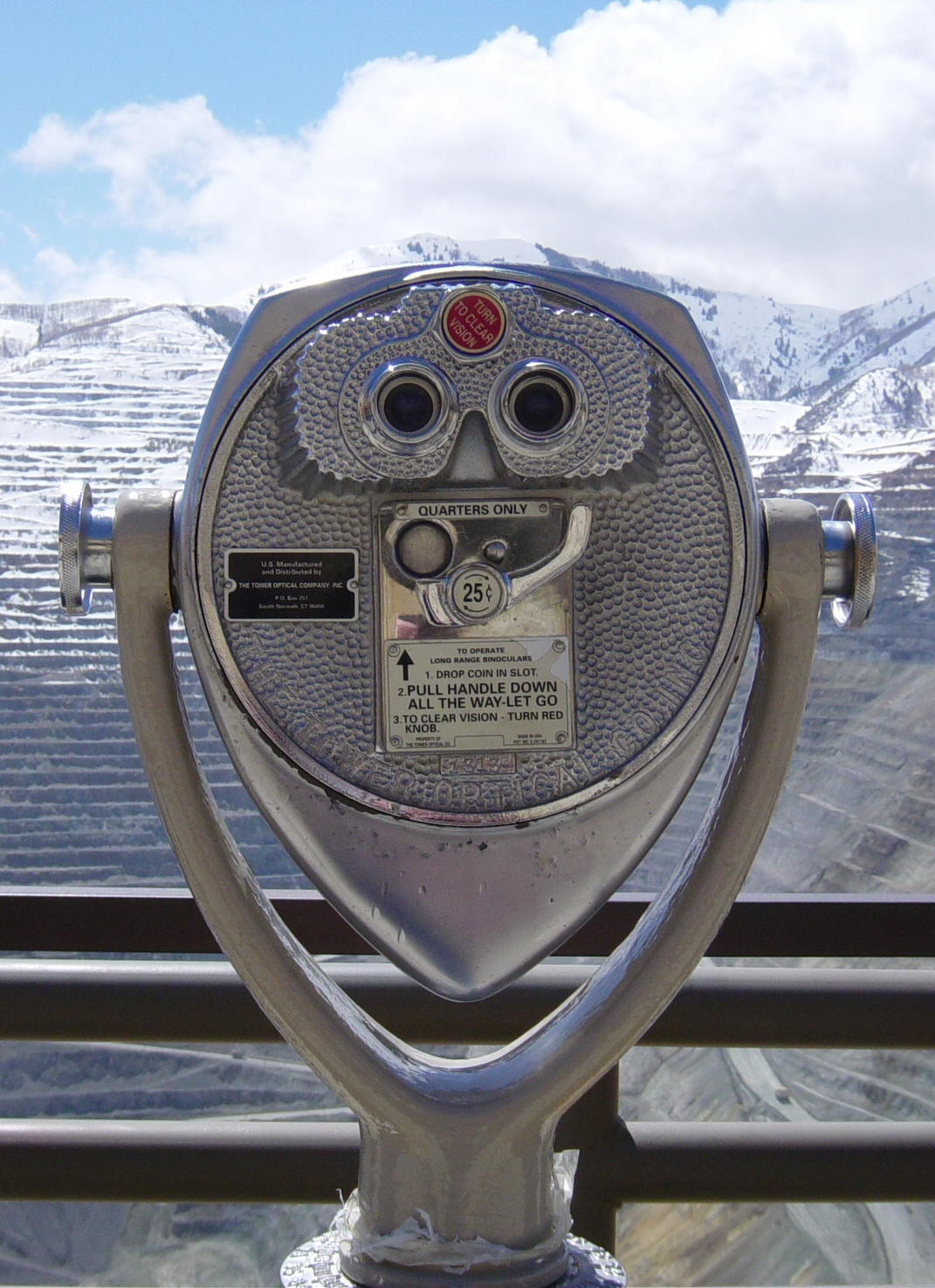
Binocular turístico que funciona con monedas

### Uso general
Los prismáticos portátiles van desde pequeños lentes de ópera de 3X10, los mismos que se utilizan en algunos espectáculos deportivos, hasta lentes con 7 a 12 mm de diámetro que son utilizados típicamente al aire libre. En muchos lugares turísticos se han instalado binoculares montados sobre un pedestal que funcionan con monedas para permitir a los visitantes obtener una vista más cercana del paisaje visitado.

### Observación de aves
La observación de aves es un pasatiempo muy popular entre los amantes de la naturaleza. Los binoculares o prismáticos son una herramienta básica en esta actividad. Normalmente se utilizan los prismáticos con un aumento de 7X a 10X.

### Caza
Los cazadores suelen utilizar los binoculares en el campo para poder ver a los animales que están demasiado lejos para poder ser detectados a simple vista. Se utilizan comúnmente binoculares 8X con gran luminosidad y de gran alcance, muy útiles en condiciones de poca luz.

### Astronomía

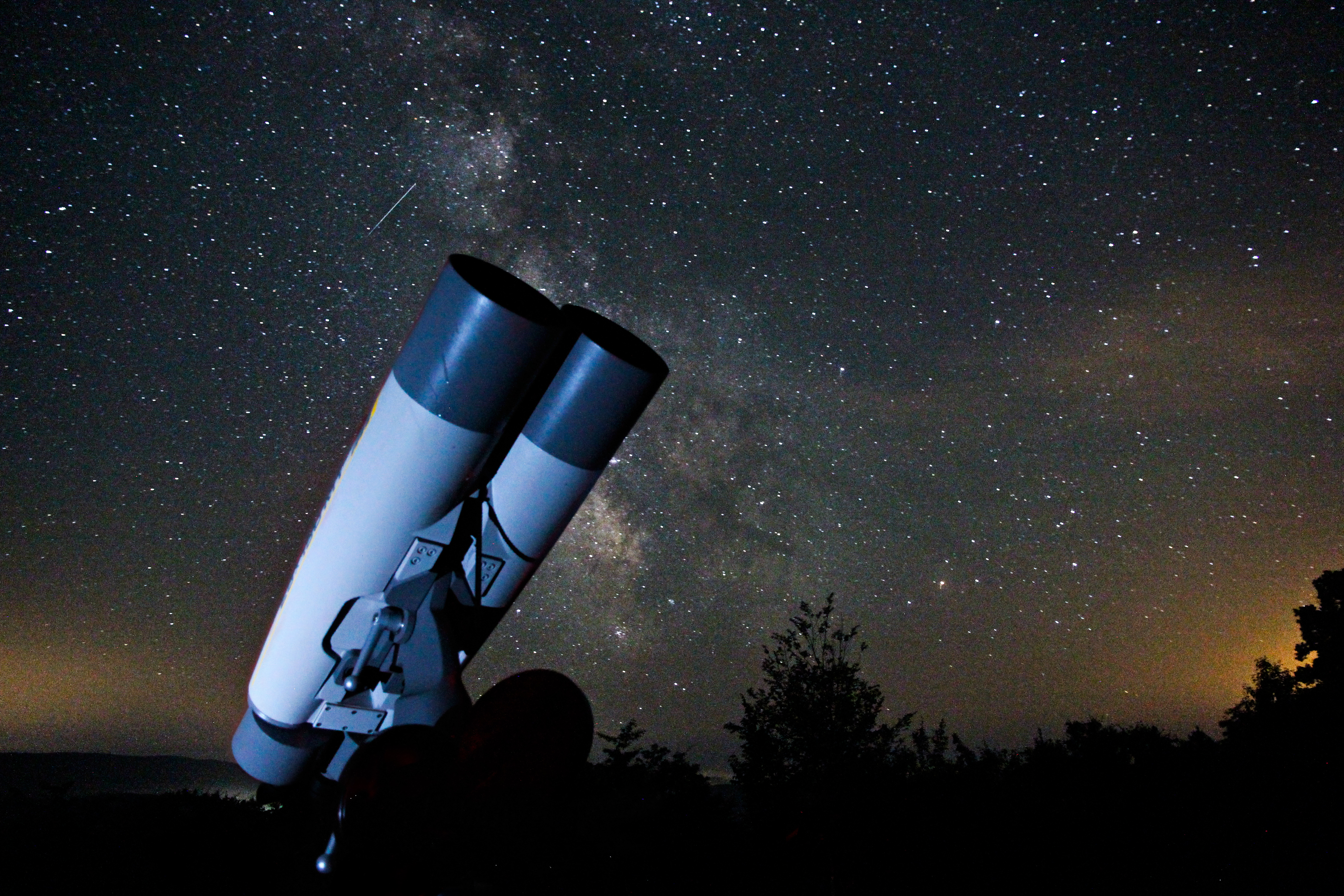
Prismáticos de 25 × 150 adaptados para uso astronómico

Los binoculares son ampliamente utilizados por los astrónomos aficionados; su amplio campo de visión los hace útiles para la búsqueda de cometas y supernovas (prismáticos gigantes) y la observación general (prismáticos portátiles). Los binoculares diseñados específicamente para la observación astronómica tendrán objetivos de apertura más grandes (en el rango de 70 mm u 80 mm) porque el diámetro de la lente del objetivo aumenta la cantidad total de luz capturada y, por lo tanto, determina la estrella más débil que puede ser observada. Los binoculares diseñados específicamente para observación astronómica (a menudo de 80 mm y más grandes) a veces se diseñan sin prismas para permitir la máxima transmisión de luz. Dichos binoculares también suelen tener oculares intercambiables para variar el aumento. Los binoculares con gran aumento y peso pesado generalmente requieren algún tipo de montura para estabilizar la imagen. Un aumento de 10x generalmente se considera el límite práctico para la observación con binoculares de mano. Los binoculares más potentes que 15×70 requieren algún tipo de soporte. Los fabricantes de telescopios aficionados han fabricado binoculares mucho más grandes, utilizando esencialmente dos telescopios astronómicos refractores o reflectores.
De particular relevancia para la observación astronómica y con poca luz es la relación entre el poder de aumento y el diámetro de la lente del objetivo. Un aumento más bajo facilita un campo de visión más grande que es útil para ver la Vía Láctea y grandes objetos nebulosos (conocidos como objetos de cielo profundo) como las nebulosas y las galaxias. La gran pupila de salida [objetivo (mm)/potencia] de estos dispositivos (típicamente 7,14 mm usando 7×50) da como resultado que una pequeña parte de la luz recolectada no sea utilizable por personas cuyas pupilas no se dilatan lo suficiente. Por ejemplo, las pupilas de los mayores de 50 años rara vez se dilatan más de 5 mm de ancho. La gran pupila de salida también recoge más luz del cielo de fondo, disminuyendo efectivamente el contraste, haciendo que la detección de objetos tenues sea más difícil, excepto quizás en lugares remotos con una contaminación lumínica insignificante. Muchos objetos astronómicos de magnitud 8 o más brillantes, como los cúmulos de estrellas, las nebulosas y las galaxias enumeradas en el Catálogo Messier, se ven fácilmente con binoculares de mano en el rango de 35 a 40 mm, como se encuentran en muchos puestos para la observación de aves, la caza y la visualización de eventos deportivos. Para observar cúmulos de estrellas, nebulosas y galaxias más pequeñas, el aumento binocular es un factor importante para la visibilidad porque estos objetos parecen diminutos con los aumentos binoculares típicos.

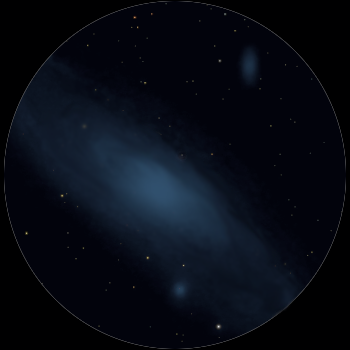
Una vista simulada de cómo aparecería la Galaxia de Andrómeda (Messier 31) en un par de binoculares

Algunos cúmulos abiertos, como el cúmulo doble brillante (NGC 869 y NGC 884) en la constelación Perseo, y los cúmulos globulares, como M13 en Hércules, son fáciles de detectar. Entre las nebulosas, M17 en Sagitario y la Nebulosa de América del Norte (NGC 7000) en Cygnus también se ven fácilmente. Los binoculares pueden mostrar algunas de las estrellas binarias más divididas, como Albireo en la constelación de Cygnus.
Una cantidad de objetos del sistema solar que son en su mayoría completamente invisibles para el ojo humano son razonablemente detectables con binoculares de tamaño mediano, incluidos los cráteres más grandes en la Luna; los tenues planetas exteriores Urano y Neptuno; los "planetas menores" internos Ceres, Vesta y Pallas; La luna más grande de Saturno Titán; y las lunas galileanas de Júpiter. Aunque son visibles sin ayuda en cielos libres de contaminación del aire, Urano y Vesta requieren binoculares para una fácil detección. Los binoculares de 10 × 50 están limitados a una magnitud aparente de +9,5 a +11 según las condiciones del cielo y la experiencia del observador. Los asteroides como Interamnia, Davida, Europa y, salvo en condiciones excepcionales, Hygiea, son demasiado débiles para verse con binoculares comúnmente vendidos. Del mismo modo, demasiado tenues para ser vistas con la mayoría de los binoculares son las lunas planetarias, excepto las galileanas y Titán, y los planetas enanos Plutón y Eris. Otros objetivos binoculares difíciles incluyen las fases de Venus y los anillos de Saturno. Solo los binoculares con un aumento muy alto, 20x o más, son capaces de discernir los anillos de Saturno en una medida reconocible. Los binoculares de alta potencia a veces pueden mostrar uno o dos cinturones de nubes en el disco de Júpiter, si la óptica y las condiciones de observación son lo suficientemente buenas.
Los binoculares también pueden ayudar en la observación de objetos espaciales hechos por humanos, como detectar satélites en el cielo a medida que pasan.

## Consejos para elegir prismáticos
Los materiales:  imprescindible para tener muy buena calidad de imagen, elegir prismáticos con ópticas de minerales de vidrio.
La calidad de la imagen: incide directamente en la nitidez  la hora de observar . Está directamente relacionado con el rango de aumento y el tamaño del lente.
La distancia mínima de enfoque factor importante, ya que cuanto menor sea la distancia de enfoque, más cerca podrás visualizar.
El campo de visión el campo de visión es la anchura (en metros), del área visible a través de los binoculares a una distancia de 1000 metros. 
La óptica: se refiere a los recubrimientos de las lentes y prismas con capas antirreflectantes. Estos tienen diferentes tratamientos en orden ascendente, es decir, de menos revestimiento a más: 
1. Coated
2. Fully Coated
3. Multi Coated
4. Fully Multi Coated

El Precio: debes buscar las características que mejor se adapten a tu actividad, así encontrarás los mejores prismáticos al mejor precio.
La resistencia: el complejo de prismas de unos binoculares son muy sensibles, por eso se buscan prismáticos resistentes a golpes, pero también a la niebla y el agua.

## Recubrimiento óptico

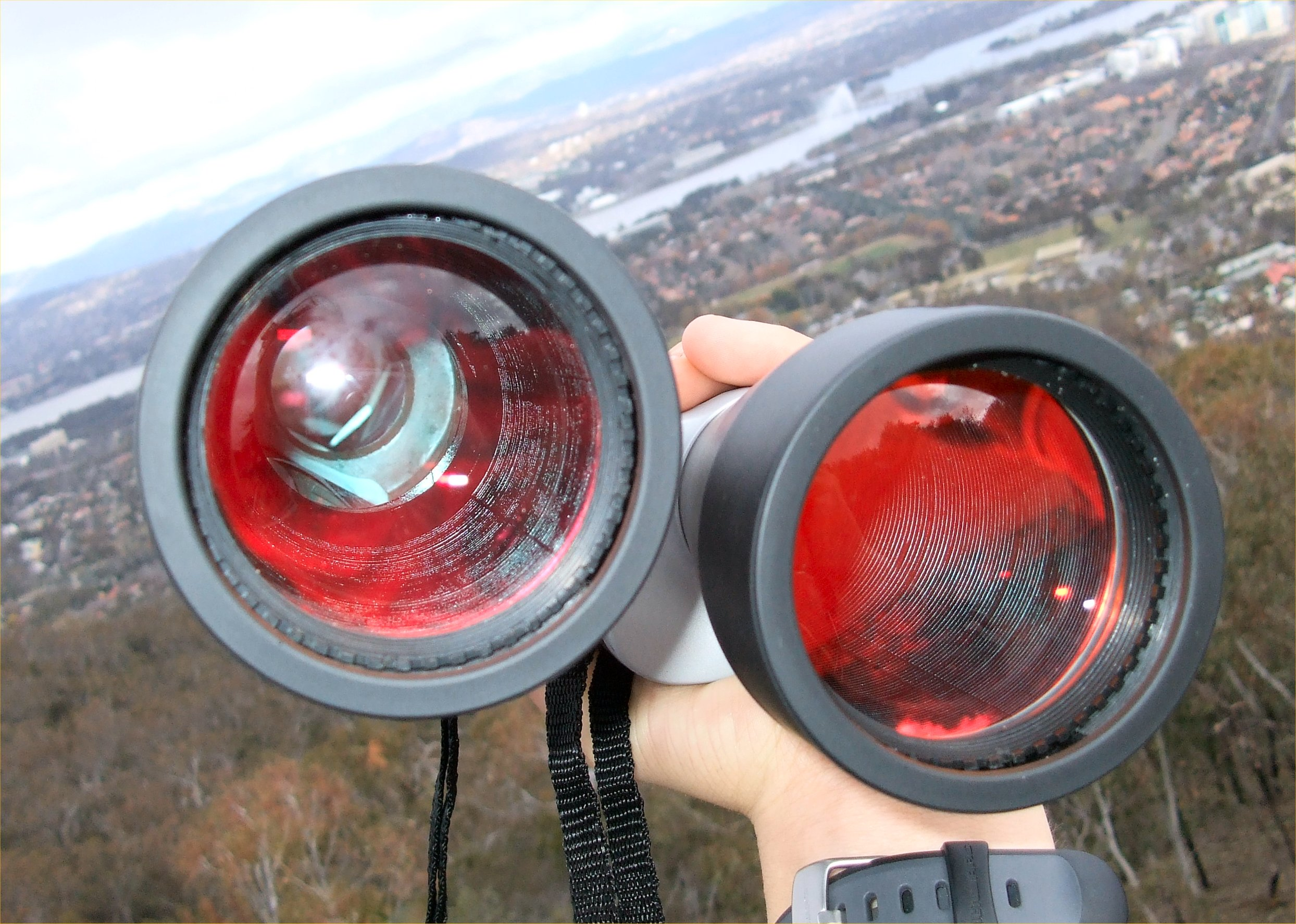
Prismáticos con multicapas de color rojo

Como que un binocular típico tiene de 6 a 10 elementos ópticos con características especiales y hasta 20 superficies atmósfera-vidrio, los fabricantes de binoculares utilizan diferentes tipos de capas ópticas por razones técnicas y para mejorar la imagen que producen.
Los recubrimientos ópticos de lentes y prismas en los binoculares pueden aumentar la transmisión de luz, minimizar los reflejos perjudiciales y los efectos de interferencia, optimizar los reflejos beneficiosos, repeler el agua y la grasa e incluso proteger la lente de rayones. Los recubrimientos ópticos modernos se componen de una combinación de capas muy finas de materiales como óxidos, metales o materiales de tierras raras. El rendimiento de un revestimiento óptico depende del número de capas, manipulando su grosor y composición exactos, y la diferencia de índice de refracción entre ellos. Estos recubrimientos se han convertido en una tecnología clave en el campo de la óptica y los fabricantes suelen tener sus propias designaciones para sus recubrimientos ópticos. Los diversos recubrimientos ópticos de lentes y prismas utilizados en los binoculares de alta calidad del siglo XXI, cuando se suman, pueden sumar alrededor de 200 capas de recubrimiento (a menudo superpuestas).

### Tratamiento antirreflejante

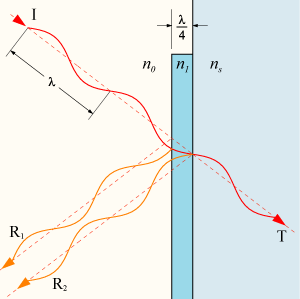
Un revestimiento antirreflectante de un cuarto de longitud de onda (λ) de espesor, que conduce a una interferencia destructiva

Los revestimientos de interferencia antirreflectante reducen la pérdida de luz en cada superficie óptica a través de la reflexión en cada superficie. La reducción de la reflexión a través de revestimientos antirreflectantes también reduce la cantidad de luz "perdida" presente dentro del binocular que, de lo contrario, haría que la imagen pareciera borrosa (contraste bajo). Un par de binoculares con buenos recubrimientos ópticos pueden producir una imagen más brillante que los binoculares sin recubrimiento con una lente de objetivo más grande, debido a la transmisión de luz superior a través del conjunto. El primer revestimiento transparente basado en interferencias Transparentbelag (T) utilizado por Zeiss fue inventado en 1935 por Olexander Smakula. Un material clásico de revestimiento de lentes es el fluoruro de magnesio, que reduce la luz reflejada de aproximadamente un 4 % a un 1,5 %. En el paso de 16 atmósferas a superficies de vidrio óptico, una pérdida de reflexión del 4 % significa teóricamente una transmisión de luz del 52 %. (0.9616 = 0.520) y una pérdida de reflexión del 1,5%, una transmisión de luz mucho mejor del 78,5% (0.98516 = 0.785). La reflexión se puede reducir aún más en una gama más amplia de longitudes de onda y ángulos mediante el uso de varias capas superpuestas con diferentes índices de refracción. El revestimiento múltiple antirreflectante Transparentbelag* (T*) utilizado por Zeiss a finales de la década de 1970 constaba de seis capas superpuestas. En general, las capas de revestimiento exterior tienen valores de índice de refracción ligeramente más bajos y el grosor de la capa se adapta al rango de longitudes de onda en el espectro visible para promover una interferencia destructiva óptima a través de la reflexión en los haces reflejados desde la interfaz e interferencia constructiva en los correspondientes haces transmitidos. No existe una fórmula simple para el espesor de capa óptimo para una elección dada de materiales. Por lo tanto, estos parámetros se determinan con la ayuda de programas de simulación. Determinado por las propiedades ópticas de las lentes utilizadas y el uso principal previsto de los binoculares, se prefieren diferentes recubrimientos para optimizar la transmisión de luz dictada por la variación de función de eficiencia luminosa del ojo humano. La transmisión de luz máxima alrededor de longitud de onda de 555nm (verde) es importante para obtener una visión fotópica óptima utilizando las células cónicas del ojo para la observación en condiciones de buena iluminación. La transmisión de luz máxima en longitudes de onda de 498 nm (cian) es importante para obtener una visión escotópica óptima utilizando las células de varilla del ojo para la observación en condiciones de poca luz. Como resultado, los recubrimientos de lentes antirreflectantes modernos y efectivos consisten en capas múltiples complejas y reflejan solo el 0,25% o menos para producir una imagen con el máximo brillo y colores naturales. Esto permite que los binoculares del siglo XXI de alta calidad alcancen valores de transmisión de luz de más del 90 % en condiciones de poca luz en la lente del ojo o en la lente ocular. Dependiendo del recubrimiento, el carácter de la imagen que se ve en los binoculares bajo la luz diurna normal puede parecer "más cálido" o "más frío" y aparecer con mayor o menor contraste. Sujeto a la aplicación, el recubrimiento también se optimiza para obtener la máxima fidelidad de color a través del espectro visible, por ejemplo, en el caso de lentes especialmente diseñadas para la observación de aves.
Una técnica de aplicación común es la deposición de vapor física de una o más capas superpuestas de revestimiento antirreflectante que incluye deposición por evaporación, lo que lo convierte en un proceso de producción complejo.